# Pennella instructa
Pennella instructa Wilson C.B., 1917 è un copepode marino appartenente alla famiglia Pennellidae.

## Distribuzione e habitat
Proviene dall'oceano Atlantico, in particolare dalle coste del Canada.

## Biologia
È un parassita di Xiphias gladius, Remora remora e di istioforidi come Istiompax indica e Istiophorus platypterus.